# 田中英夫 (政治家)
田中 英夫（たなか ひでお、1944年（昭和19年）3月19日 - ）は、日本の政治家。自由民主党所属の京都府議会議員（通算7期）。衆議院議員（1期）、京都府亀岡市長（2期）を務めた。

## 概要
広島県広島市生まれ。1945年8月6日、広島市への原爆投下により被爆を経験する。修道中学校、1962年洛星高等学校、1966年京都大学経済学部卒業。1975年、田中石油株式会社代表取締役に就任。1982年、亀岡青年会議所理事長に就任した。1983年、谷口義久亀岡市長の下で亀岡市助役に起用される。
1991年、京都府議会の保守系会派である新政会の公認を受けて京都府議会議員選挙に亀岡市選挙区から出馬し、初当選した。1995年、再選。1999年1月、京都府議を2期目の任期途中で辞職。引退する亀岡市長の谷口義久の後継で亀岡市長選挙に出馬し、当選した。2003年1月、亀岡市長再選。
2003年、引退した野中広務の京都4区を引き継ぎ、同年11月の第43回衆議院議員総選挙に自由民主党公認で出馬。民主党新人の北神圭朗を破り当選した。当選後、堀内派に入会。
2005年の郵政国会では、7月5日の衆議院本会議における郵政民営化法案の採決で造反し、反対票を投じる。このため、同年の第44回衆議院議員総選挙では自民党の公認を得られず、京都4区から無所属で出馬した。一方、自民党は元八木町長の中川泰宏を擁立し、田中は中川に156票の僅差で敗れた。2009年の第45回衆議院議員総選挙では、京都4区から再び無所属で出馬するも、民主党前職の北神に2万票超の大差で敗れ、落選した（自民党公認で出馬した中川は、前回の半分以下の得票で惨敗）。
2010年、京都府議会亀岡市選挙区の補欠選挙に政治団体「元気な亀岡をつくる会」を確認団体に立候補し、民主党、日本共産党の候補に大差をつけて当選。2011年、2015年、2019年、2023年の京都府議選においても再選。2019年6月から2021年5月まで全国都道府県議会議長会会長を務めた。

## 不祥事
2017年4月15日午前11時25分、京都市南区吉祥院観音堂町で市道を歩行中の高齢女性（死亡）を軽自動車でひいたとして、京都府南警察署により自動車の運転により人を死傷させる行為等の処罰に関する法律違反（過失致傷）（後に過失致死に切り替え）で現行犯逮捕された。同署によると容疑を認めている。